# Conus santanaensis
Conus santanaensis é uma espécie de gastrópode do género Conus, pertencente a família dos conídeos. É endémica das águas da ilha do Maio em Cabo Verde na costa norte na Baía da Santana.